# Сватиков, Сергей Григорьевич
Серге́й Григо́рьевич Сва́тиков (псевдонимы — С., Св., С-ов, Сергей и др. 1880, Ростов-на-Дону — 1942, Франция) — российский историк, общественный деятель.

## Биография
По окончании ростовской гимназии учился на юридическом факультете Петербургского университета. Был исключен за участие в студенческом движении. Завершил образование в Гейдельбергском университете, получив в 1904 степень доктора философии.

## Научная и журналистская деятельность
Сотрудничал в журнале «Освобождение», издававшемся П. Б. Струве. Вступил в РСДРП, меньшевик. Весной 1907 встречался с Плехановым в Сан-Ремо, переписывался с ним, но вскоре перешёл на позиции «ликвидаторства». «Сведущее лицо» в комиссиях при социал-демократических фракциях 2-й и 3-й Государственной думы, читал лекции в петербургских рабочих клубах по истории освободительного движения в России (в 1908 запрещены градоначальником), проводил экскурсии для рабочих в музеях. В 1905 издал книгу «Общественное движение в России» и брошюру «Созыв народных представителей». В письме Плеханову (февраль 1908) сообщал, что закончил книгу «Проекты и попытки изменения государственного строя в России (с 1801 по 1881 г.)» — на основе диссертации, изданной в Гейдельберге (1904, на нем. яз.). Статьи и рецензии Сватикова публиковались в журналах «Былое», «Голос минувшего», «Исторический вестник», «Русское богатство», «Современный мир», «Русская мысль».
В 1909—1910 годах состоял в качестве «сведущего лица» (выражение охранного отделения) при социал-демократической фракции в Государственной думе III созыва, занимаясь рабочим вопросом (в момент написания записки «временно проживал за границей»)
Ряд работ посвятил истории высших учебных заведений: «Русские университеты и их историческая биография» (Пг., 1915); «Увольнение В. И. Семевского и петербургское студенчество» (Голос минувшего, 1916, № 2): «Опальная профессура 80-х» (Там же, 1917, № 2). Подтвердив в России юридическое образование, стал помощником присяжного поверенного В 1915—1917 преподавал на Бестужевских курсах. В период первой мировой войны оборонец.

### Деятельность в период революции 1917 года
Активный участник февральской революции. 27 и 28 февраля он был комиссаром Временного комитета Государственной думы и Совета рабочих депутатов в Технологическом районе Петрограда. Уже 1 марта, то есть ещё до образования Временного правительства занял место помощника Петроградского градоначальника по гражданской части. 18 марта 1917 назначен помощником начальника Главного управления по делам милиции.
В мае 1917 направлен в качестве комиссара Временного правительства в западноевропейские страны для ликвидации заграничной агентуры Департамента полиции и проверки дипломатических служб. Публичные выступления Сватикова произвели за границей неблагоприятное впечатление. Ещё больший вред Сватиков нанес работе русских посольств, пытаясь искать их несуществующие связи с охранкой. Советник русского посольства в Лондоне К. Д. Набоков в своих воспоминаниях сравнивал Сватикова с Хлестаковым (героем комедии Ревизор).
Во Франции Сватиков встречался с Раймоном Пуанкаре: допрашивал бывших секретных сотрудников парижского бюро охранки. Реабилитировал эсера М. Куриско и большевика Максима Литвинова. Посещал войска русского экспедиционного корпуса во Франции. Под конец своей поездки Сватиков дошёл до того, что пытался самовольно смещать с постов русских дипломатов за границей, обвиняя их в «реакционности». В конце концов он был отозван временным правительством в Россию.
По итогам командировки составил отчет Временному правительству (октябрь 1917). Написал также книгу «Русский политический сыск за границей» (Ростов на Дону. 1918; в 1941 была переиздана НКВД «для служебного пользования»).

### Гражданская война
В ноябре 1917 уехал, чтобы избежать ареста, в Ростов-на-Дону. Сотрудничал в конце 1917 — начале 1918 с генералами Алексеевым и знакомым по Петрограду — Корниловым. В январе-феврале 1919 работал в отделе пропаганды при Особом совещании — правительстве генерала Деникина. К этой работе его привлек предприниматель и издатель Н. Е. Парамонов, одноклассник Сватикова. Сватиков и Парамонов вынуждены были уйти в отставку под давлением председателя Особого совещания генерала Драгомирова и других сторонников реставрации монархии.
Намеревался организовать за границей с помощью Владимира Бурцева, которого знал с 1906, пропаганду в пользу белых (издание литературы, создание Российского телеграфного агентства); по-видимому, с этой целью выехал в феврале 1920 в Париж, где и остался после поражения Деникина.

### В эмиграции
Был парижским представителем Русского заграничного архива в Праге, членом правления Русской библиотеки им. И.Тургенева. Сотрудничал в газете «Общее дело», в журналах «Родимый край», «Донская летопись» (Вена), в «Казачьем журнале», Читал в Сорбонне лекции по истории политических идей и студенчества в России. Участвовал в проведении литературных утренников для детей эмигрантов, Дней русской культуры, выступал с докладами и чтением произведений русских классиков. В 1924 в Белграде вышла книга а — «Россия и Дон (1549—1917)» (1-я часть печаталась в конце 1919- начале 1920 в Новочеркасске, но почти весь тираж погиб). В последующие годы Сватиков продолжал изучать историю общественного движения в России («Россия и Сибирь. К истории сибирского областничества в XIX в.». Прага, 1930; «Аркадий Гончаренко — основатель русской печати в Северной Америке». Париж, 1938).
В октябре 1934 выступал свидетелем и экспертом на Бернском процессе по делу об авторстве «Протоколов сионских мудрецов». Доказывал на основании сведений, полученных им в 1917 году в Париже в ходе изучения деятельности российской разведки во Франции, что «Протоколы» — фальшивка.

## Труды
- Общественное движение в России. Издательство Н. Парамонова «Донская Речь» в Ростове на Дону. 1905 — [ldn-knigi.lib.ru/R/Swatikov-Obsh.djvu книга в формате djvu]
- Созыв народных представителей. 1905
- Русские университеты и их историческая биография (Петроград, 1915);
- Увольнение В. И. Семевского и петербургское студенчество (Голос минувшего, 1916, № 2)
- Опальная профессура 80-х (Там же, 1917, № 2)
- Русский политический сыск за границей. — Ростов н/Д.: Первое паевое рабоч. т-во печат. дела, 1918. — 75 с.; в 1941 была переиздана НКВД «для служебного пользования»
- Россия и Дон (1549—1917). 1924. Белград
- Россия и Сибирь. К истории сибирского областничества в XIX в. Прага, 1930
- Аркадий Гончаренко — основатель русской печати в Северной Америке. Париж, 1938
- [ldn-knigi.lib.ru/R/Swatik-Burzev.pdf Письмо С. Г. Сватикова В. Л. Бурцеву. Ростов-на-Дону, 1919 г.]
- Русская студентка (1860—1915). Москва, 1915